# Maipú (1880)
El Maipú fue un torpedero construido en el astillero John Elder & Co de la ciudad de Glasgow, Escocia. Fue el primer buque de la Armada Argentina en utilizar el torpedo.

## Historia
Su construcción se dispuso en virtud del contrato firmado el 7 de febrero de 1880 por la Comisión Naval Argentina en Europa.

Luego de su botadura el 18 de agosto de 1880, se le instaló al año siguiente el sistema de lanzamiento de torpedos Whitehead gracias al contrato celebrado por el ministro Plenipotenciario argentino Dr. Manuel Rafael García Aguirre y el ingeniero inglés Robert Whitehead de la firma Whitehead & Co.

Al año siguiente fueron realizadas exhaustivas pruebas de la nueva arma ante una comisión compuesta por el ingeniero Hunter Davidson (Jefe de la División Torpedos), el coronel de Marina Ceferino Ramírez y los tenientes Juan Picasso, Manuel José García Mansilla, Emilio Barilari y Agustín del Castillo y observadas por agregados navales de toda Europa. 

Finalizado su alistamiento, zarpó el 22 de mayo de 1881 de Hillwalls Docks, Londres, Inglaterra y llegó a la Argentina en octubre de ese mismo año.
Al estallar en 1885 en Corrientes el movimiento revolucionario encabezado por Toledo al mando del capitán Ceferino Ramírez fue destacado a esa provincia transportando al coronel Ayala (interventor federal) y tropas del Regimiento N° 1 de Línea y de Artillería de Marina, con los que al mando accidental del capitán de fragata Atilio Sixto Barilari tomó Paso de la Patria capturando 3 cañones de bronce, 15 cajas con fusiles Remington, 21 000 tiros y otros pertrechos.
En 1887, al mando de Barilari y sirviendo como buque base de la División Torpedos con asiento en el río Luján tuvo una colisión con la draga Frías del Ministerio de Obras Públicas la cual naufragó.
En 1888, fallecido el expresidente Domingo Faustino Sarmiento en el Paraguay fue comisionado para recibir sus restos a Buenos Aires, que eran transportados por el vapor Alvear.
En abril de 1890 repatrió desde Montevideo los restos de Guillermo Rawson. Ese año, durante la Revolución del Parque su tripulación se sublevó hiriendo a Barilari que intentó sólo detener el motín, lo que fracasado el movimiento le valió ser ascendido por "acto de heroísmo llevado a cabo a bordo".
En 1898 fue clasificado como aviso de la escuadra sin estar afectado a la orgánica de División Naval alguna. 
En 1899 permaneció en río Luján, donde fue gradualmente desarmado y se transformaron sus santabárbaras en bodegas. Finalizados los trabajos, en 1901 se montó un cañón de 120 mm en previsión de un conflicto con Chile, pero normalizada la situación en 1902 se lo declaró fuera de servicio como buque de guerra pasando a servir como transporte adscripto a la Intendencia de la Armada.
En 1916 pasó a situación de desarme y el 21 de diciembre de ese año fue radiado del servicio autorizándose su venta. Durante 1917 permaneció abandonado en Río Santiago con la denominación Estacionario Maipú, siendo gradualmente desmantelado. Finalmente, en 1918 su casco fue vendido en remate público.